# Linea B (metropolitana di Praga)

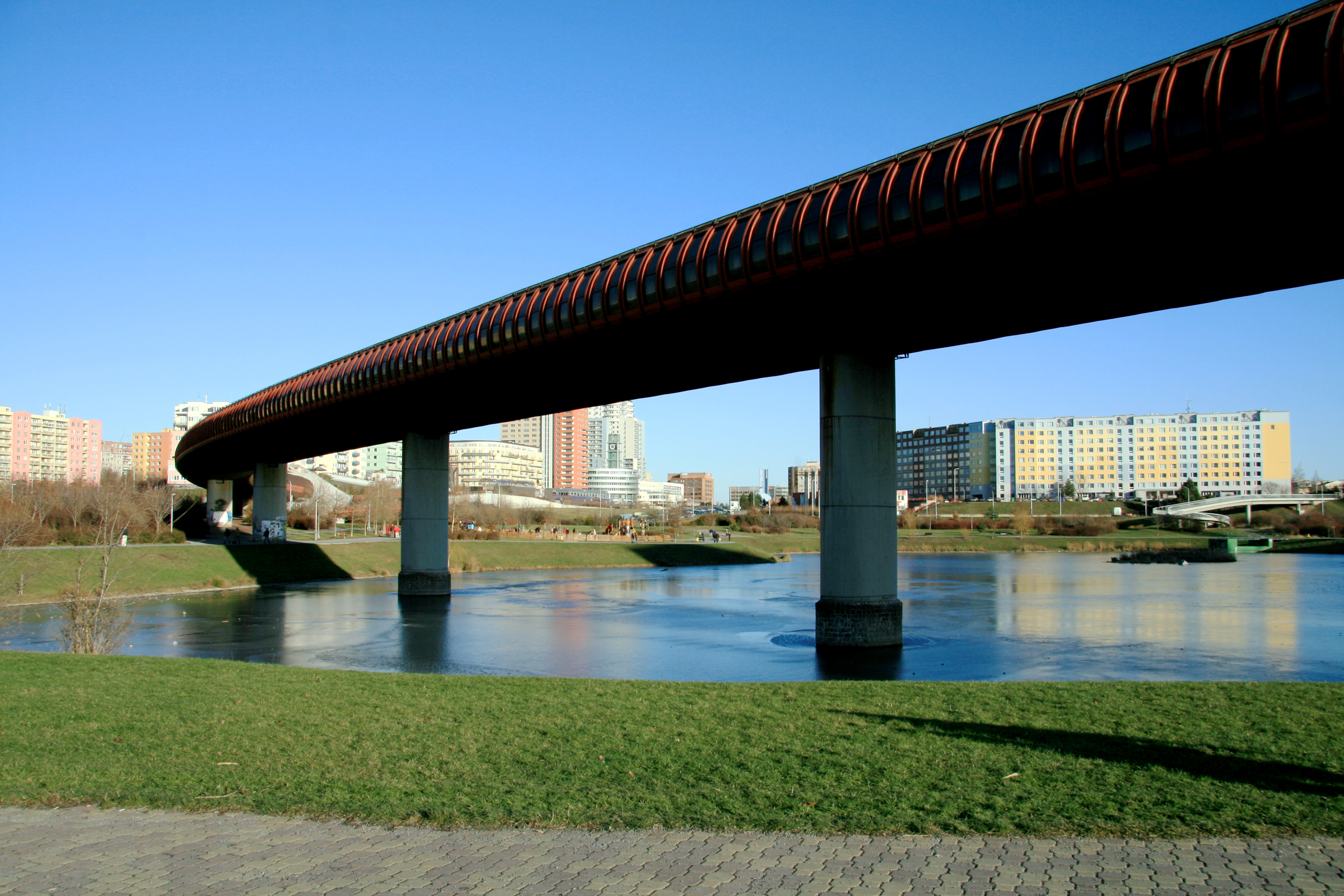
La metropolitana che attraversa il laghetto Nepomucký a Stodůlky, tra le stazioni di Hůrka e Lužiny.

La linea B (in ceco Linka B) è una linea della metropolitana di Praga che collega la capitale ceca dall'estrema periferia orientale, con capolinea Černý Most, nell'area di Praga 14, a sud-est, attestandosi al capolinea di Zličín, nell'area di Třebonice, Praga 17, dal quale sono anche presenti collegamenti su gomma per l'aeroporto di Praga-Ruzyně.
Incrocia la linea A nella stazione di Můstek, la linea C nella stazione di Florenc, consente l'interscambio con il servizio ferroviario suburbano di Praga nelle stazioni di Rajská zahrada, Vysočanská, Náměstí Republiky, Smíchovské nádraží e Jinonice e con la rete tranviaria di Praga in diverse stazioni.